# Desmatodon
Desmatodon là một chi rêu trong họ Pottiaceae.